# 타디소드
타디소드 (Tardisode)는 2006년 방송된 영국의 SF 드라마 《닥터 후》 뉴 시즌 2의 티저형 에피소드이다. 2005년 크리스마스 특집으로 제작된 인터랙티브형 에피소드 〈Attack of the Graske〉의 제작진이 맡은 에피소드로, 하나 하나의 에피소드를 타디스와 에피소드를 합쳐 '타디소드'라고 이름 붙였다. 각 타디소드마다 60초 분량을 지니며 본 에피소드에 앞서 진행되는 인트로 형식을 취하고 있다. 공개 당시 닥터 후 홈페이지와 모바일 환경에서 감상할 수 있었으며, TV로 방영되는 닥터 후의 스토리를 넘어서 숨겨진 뒷이야기를 소개하고자 하는 BBC의 시도에 따라 제작된 것이었다.
2006년 4월 1일 본 시리즈 1화 "New Earth"의 프리퀄인 첫번째 타디소드가 공개되었으며, 1화가 방영된 이후 타디소드는 본 에피소드가 방영하기 일주일 전에 한 편씩 새로 공개되었다. 첫 공개 당시 어린이용 프로그램 《토털리 닥터 후》와 함께 홍보되었으며, 이후 본편이 방송되는 BBC One에서도 광고로 나오기도 하였는데 빙하를 배경으로 타디스가 우뚝 서서 문이 열린다는 내용으로, 시즌 2 방영에 앞서 꾸며진 닥터 후 공식 홈페이지의 배경과도 닮은 연출이었다. 이 광고는 시즌 2 에피소드가 방영된 직후마다 방송되었으며, 그와 동시에 다음 주 에피소드와 연관되는 타디소드 최신화를 온라인과 모바일에 공개하였다.
타디소드 공개를 통해 BBC가 기대했던 것은 모바일 기기에서의 시청환경 저변 확대였는데, 그 기대와는 달리 모바일판 타디소드의 다운로드 횟수는 총 4만 건으로, 한 편당 3천 건에 불과하였다. 대신 PC 환경에서의 다운로드 횟수는 훨씬 더 커서 260만 건으로 집계되었다. 이에 대해 BBC 웨일스 뉴미디어 편집장인 이언 트윈데일은 모바일판 다운로드 횟수가 저조한 현상에 대해 두 가지 이유를 제시했는데, BBC에서 에피소드를 무료로 배포하였어도 애초에 모바일 인터넷망에 접속하려면 대다수 이용자들이 요금을 별도로 내야 했고, 또 스마트폰이 보급되기 전이었던 그 당시 수많은 휴대폰이 방송 시청에는 부적합했다는 것이었다.
2007년 BBC 연간 보고서는 《타디소드》가 "브로드밴드에서도 인기를 끌었으나 예측한 만큼 히트하지는 않았다"고 평가했으며, 결국 시즌 3부터는 제작되지 않았다. 닥터 후 DVD판의 제작을 맡은 2|엔터테인먼트에서 내놓은 시즌 2 DVD판에도 타디소드는 수록되지 않았다. 다만 2011년 시즌 6의 방영이 개시될 당시, 각 에피소드의 프리퀄 에피소드가 공식 홈페이지에 게시되기도 하였으며, 2013년 닥터 후 50주년 기념 에피소드를 앞두고서도 온라인 전용 프리퀄 에피소드가 제작되어 배포되기도 하였다.

## 줄거리

### 타디소드 1화 – "New Earth"
신지구의 병원을 홍보하는 영상. 고양이 인간 간호사들이 본 병원에서는 어떤 질병이라도 치료할 수 있다고 주장한다. 오트리 증후군 말기 환자도 즉시 완치되는 모습을 보여준다. 그때 갑자기 불이 꺼지고 환자가 살려달라고 비명을 지르는데...

### 타디소드 2화 – "Tooth and Claw"
우주에서 날아온 물체가 지구에 충돌하면서 큰 폭발이 일어난다. 그로부터 300년 뒤, 한 농부 (앨런 도어링턴)가 초원을 가로질러 걷고 있다. 갑자기 수풀 속의 무언가가 그를 뒤쫓기 시작한다. 농부가 발걸음을 서두르다가 겁에 질려 뒤돌아보니 늑대인간이 그를 덮치는데...

### 타디소드 3화 – "School Reunion"
컴퓨터로 UFO 목격 증언에 관한 사이트를 찾아보던 미키. 그러나 토치우드의 경고문으로 막혀 있었다. 미키는 휴대폰을 한 손에 들고 다른 한 손은 뉴스 클립을 분류하기 시작, 로즈에게 전화로 어떤 학교에서 하늘에 불빛이 목격되고 이상한 일들이 벌어지고 있으니 닥터와 함께 이곳으로 와서 조사해 달라고 전한다. 마지막은 크릴리테인이 카메라를 향해 울부짖는 모습으로 끝난다. 다른 편과는 달리 이 편에서의 사건은 본편에서 대화로 언급된다.

### 타디소드 4화 – "The Girl in the Fireplace"
정체모를 우주선을 운전하는 선원 두 명. 갑자기 이온 폭풍이 우주선을 덮치면서, 기내 부품이 터지고 섬광이 번쩍이는 정신없는 상황에 처한다. 두 선원은 조종간을 필사적으로 되돌려 놓으려 한다. 그 중 한 명이 "메이데이!"를 연호하다 화면은 암전. 이후 붉은 빛으로 가득찬 조종실에서 두 사람이 바닥에 쓰러져 있다. 한 명은 죽은 것처럼 보이고, 다른 한 명이 겨우 목숨을 건진다. 그 때 괴상한 똑딱 시계 소리가 들리기 시작하면서, 그 선원 앞에 그림자가 드리워진다. 처음에는 자길 구해주러 온 줄 알았던 착각이 이내 공포감으로 바뀌고, 자신 앞에 드리워진 무언가를 두려워하며 비명을 지른다. 벽난로 위 시계에 갑자기 금이 가는 것으로 마무리된다.

### 타디소드 5화 – "Rise of the Cybermen"
제미니가 프리처 대원들에게 지시를 내리는 미션 브리핑처럼 꾸며진 에피소드. 사이버스 인더스트리와 그 수장인 존 루믹을 소개하고, 수십만 명의 사람들이 실종된 사건을 짚으면서, 루믹의 "업그레이드" 계획, 즉 사이버맨화 계획을 다룬다. 브리핑이 끝나자 그 화면이 틀어져 있던 노트북을 리키 스미스 (평행우주 지구의 미키)가 닫고 심각한 표정으로 밴을 운전해 어디론가 향한다. "당신에게 딱 맞는 사이버스 인더스트리, 기대하세요, 최종 업그레이드를..."이란 사이버스 인더스트리의 라디오 광고 소리와 함께 끝이 난다.

### 타디소드 6화 – "The Age of Steel"
온 세상을 정복하기 위해 인간들을 사이버맨으로 "업그레이드"하라는 명령을 내리는 존 루믹의 영상. 그 후 사람의 뇌를 사이버맨 갑옷에 넣어 업그레이드하는 애니메이션 영상이 소개되고, 공존할 수 없는 모든 인간들을 "삭제"하라는 루믹의 지시를 사이버맨들이 듣게 되는데...

### 타디소드 7화 – "The Idiot's Lantern"
코놀리 할머니는 새로 장만한 텔레비전 앞에 앉는다. 그 때 이상한 붉은 광선이 텔레비전에서 뻗어나온다. 할머니가 화면을 다시 쳐다보자 그 광선은 수상기 안으로 돌아가 일렁인다. 텔레비전이 고장났다고 생각한 할머니가 손으로 툭툭 치자 그 광선이 할머니의 얼굴로 뻗어나가고, 할머니는 살려달라고 외친다. 그 후 아무도 없는 방 안의 텔레비전이 엘리자베스 2세의 대관식을 예고하는 방송을 내보내는데...

### 타디소드 8화 – "The Impossible Planet"
정장 차림의 한 여성이 워커 대위에게 "K37 젬 5"라는 블랙홀 주변을 돌고 있는 행성을 말해준다. 그 여자는 워커에게 행성의 궤도를 유지시키는 동력원을 가져와 "제국을 구한 자"가 되어달라고 부탁한다. 그 사실은 어떻게 알았느냐는 워커의 질문에 여자는 외계의 문자와 지도가 새겨진 조그만 수첩을 건넨다. 여자는 그에게 이 수첩이 "갈리스 익스페디션"에서 발견됐다고 밝힌다. 워커 대위는 자신의 뒤에 서 있던 누군가에게 수첩을 건네준다. 워커가 가야 할 곳은 은하 반대편. 여자는 워커에게 따라가야 할 것은 지도와 "현지 설화" 뿐이지만, 후자는 그저 미신이니 걱정하지 말라고 한다. 워커는 "최고 등급" 우주선과 승무원을 부여받고, 여자는 워커에게 행운을 빈다. 워커가 수첩을 건네준 사람은 알고 보니 우드로 "그리하여 야수는 구덩이에서 솟을 지어다"란 섬뜩한 말을 남긴다.

### 타디소드 9화 – "The Satan Pit"
우드가 한 남자에게 금속 상자를 전달하며, 그 안에 워커 대위의 소지품이 들어 있다고 말한다. 남자는 우드에게 밖으로 나가라 말하고, 상자를 열어보는데 그 안에 수첩이 있었다. 갑자기 조명이 꺼지고 우주선의 컴퓨터가 "그가 깨어날 지어다"라 말하기 시작한다. 남자는 수첩을 꺼내들고 엄지로 한 장씩 넘겨보는데, 책에서 시뻘건 화염이 뿜어져나오고, 방의 모니터가 깜빡거리면서 "야수가 깨어났다. 그는 구덩이에서 솟을 지어다"란 메시지를 표시한다. 그러자 레버가 저절로 내려앉고, 수첩에서 불이 솟아나더니 갑자기 손 위에서 잿더미로 변해버린다. 남자는 겁에 질려 문으로 달려가보지만, 문은 굳게 닫혀 있었다. 컴퓨터는 문이 닫혔다면서 "그가 온다, 그가 온다"는 말을 반복한다. 그 후 어떤 여자가 타는 냄새가 난다며 방으로 들어간다. 여자는 남자가 의자에 앉아 묵묵히 중얼거리는 것을 발견한다. 수첩에 씌여 있던 수수께끼 같은 문자가 어찌된 일인지 얼굴에 덧씌워진 채로...

### 타디소드 10화 – "Love & Monsters"
얼굴을 보여주지 않는 누군가 (본편의 빅터 케네디로 추정)가 노트북으로 린다 (L.I.N.D.A)라는 사이트에 접속, 손그림으로 그려진 닥터의 모습과 함께 "닥터는 누구인가?", "그를 보셨나요?"라는 글씨를 화면에 띄운다. "린다에 합류하세요"라는 버튼을 클릭하자 여러 사람이 방 안에 함께 있는 그림으로 바뀌고, "우린 봤어요!"란 문장이 뜬다. "최신 정보 - 이런! 좀 오래됨, 죄송합니다 - 엘튼"이란 글씨도 보여진다. 다시 한번 "린다에 합류하세요"란 버튼을 클릭하자, 이번에는 "하지만 린다는 비밀 조직이랍니다. 어딘지 말씀드릴 순 없어요... 저희가 필요하시면... 찾을 거에요."라는 글씨로 바뀐다. 그것을 본 누군가가 이상한 은색 물체를 노트북 화면에 쏘자, 화면이 "초기화 컴퓨터 페이지" (PRIMITIVE COMPUTER PAGE)란 글씨로 바뀌더니 "추적 위치"란 글씨와 함께 어떤 지도를 띄운다. 지도가 특정 위치로 확대되고 "매캐티어 스트리트" (MACATEER ST)란 글씨가 띄워지더니 이내 암전된다. 그 직후 어떤 늙은 여인이 찻잔 쟁반을 들고서 방 안으로 들어왔다가, 그 누군가를 보고는 녹색 조명과 함께 공포에 질린다. 누군가의 거친 숨소리는 꾸륵거리는 소리로 바뀌고, 여인은 "안돼!"라고 비명을 지르는데...

### 타디소드 11화 – "Fear Her"
'크라임 크래커스' (Crime Crackers)라는 제목의 범죄 보도 프로그램처럼 꾸며진 타디소드이다. 진행자는 런던의 한 주택가에 서서 시청자에게 데일 힉스라는 소년과 제인 매켈렌이란 소녀가 실종된 사건을 전한다. 수사를 하는 경찰도 두 아이들의 행방을 찾지 못하는 상태. 진행자는 목격자의 증언이 절실하다며 시청자에게 제보 전화번호를 소개한다. 제목은 BBC의 범죄 재구성 프로그램 〈크라임워치〉를 패러디했고, 사건 현장의 도로명이 영국의 육상선수 이름을 따와 "데임 켈리 홈즈"로 소개하고 있다. 프로그램이 끝나고서 어두운 방 안에 옷장으로 화면이 전환되더니 갑자기 쿵 하고 열리며 붉은색의 일렁이는 두 눈이 드러난다. 그리고 이어지는 무서운 목소리, "내가 온다..."

### 타디소드 12화 – "Army of Ghosts"
한 기자가 등장하여 편집장에게 이번 기사는 세기의 특종 감이라고 흥분하는데, 토치우드에 관한 기사였다. 편집장이 기자에게 어떤 특종인지 설명해 달라 하자, 기자는 비밀 봉투를 건네는데 그 속에 파일과 사진으로 미뤄보아 닥터를 다룬 정보였다. 기자는 토치우드란 기관이 "빅토리아 여왕 시절부터 시작해서 크리스마스날의 침공 사건까지 관여되어 왔고, 최근에 나타난 유령하고도 연관이 있다"고 확신한다. 그런 뒤 편집장에게 자신이 발견한 바를 설명하러 가는데 정체불명의 남성들이 그를 둘러싸고 "문제"가 생겼다며 그를 끌고 가버린다. 한편 또다른 남성이 편집장에게 토치우드는 당신의 협조에 감사를 표한다는 말을 건네고, 편집장은 GCSE 결과를 담은 1면기사로 기자의 특종을 대체한다. 구속복 차림으로 다시 나타난 기자. "전 미치지 않았어요! 유령에 대한 진실을 알고 있다고요!"라며 어디론가 끌려가는데...

### 타디소드 13화 – "Doomsday"
이번 편은 긴급 속보 방송처럼 꾸며져 있다. 여성 기자가 나타나 온 나라가 긴급사태에 빠졌다고 전한다. 그런 뒤 일반인이 찍은 듯한 사이버맨의 침공 영상을 짤막하게 보여준다. 차량이 폭발하고 사람들은 여기 저기 뛰어다니며 비명을 지르는가 하면 온 거리 풍경이 폐허와 공포로 가득찬 모습이다. 다시 뉴스로 넘어와서 데스크에 앉은 기자는 정부와의 연락이 끊겼다면서 아직도 이 뉴스를 보는 사람은 즉시 대피하라고 전한다. 데스크 뒤에 있던 화면은 좀 전의 영상으로 바뀌더니, 갑자기 방송이 끊기고 누군가의 습격으로 데스크 주변의 스튜디오가 폭발에 휩싸인다. 기자는 자신의 부모님에게 사이버맨을 피해서 도망치라고 전한다. 기자는 데스크 밑으로 숨어 있다가 결국 스튜디오 안으로 들어오면서 "우리는 지구의 주인이다. 달렉은 침공하고 파괴한다!"라고 소리지르는 달렉의 목소리와 마주한다. 달렉이 기자를 죽이기 직전 "말살하라!"라고 외치는 것으로 타디소드는 끝이 난다.